# Coca-Cola Andina
Coca-Cola Andina anciennement Embotelladora Andina est une entreprise chilienne fondée en 1946, et faisant partie de l'IPSA, le principal indice boursier de la bourse de Santiago du Chili. Embotelladora Andina est l'embouteilleur de Coca-Cola au Chili, et est le second embouteilleur de cette boisson en Amérique latine.

## Historique

### 1941-1984: Débuts d'Embotelladora Andina au Chili
En 1941, la Coca-Cola Company attribue une licence d'embouteillage pour le Chili à une société mais la production ne débute qu'en 1943. En 1942, la société Refrescos est fondée à Rio de Janeiro pour la production et la distribution au Brésil.
En 1943, la société Inti S.A.I.C. est fondée dans la province de Córdoba pour desservir l'Argentine.
La société Embotelladora Andina est créée le 7 février 1946,.
Dans les années 1960, Embotelladora Andina prend une participation de 45 % dans Embotelladora Concepción.
Le 13 mai 1965, la société crée Paraguay Refrescos (Paresa), une franchise installée au Paraguay. 
En 1974, Embotelladora Andina acquiert la majorité des parts d'Embotelladora Concepción avec une nouvelle prise de participation de 46 %.
En 1975, Embotelladora Andina acquiert 34 % d’Embotelladora Talca.
En 1978, Embotelladora Andina achète la société  Termas Minerales de Chanqueahue qui commercialise l'eau minérale Vital. La participation dans Embotelladora Talca passe à 80 %. 
Le 1er juillet 1979, l'activité d'eau minérale Vital débute à l'usine de Rengo. En septembre 1979, Embotelladora Andina obtient une franchisse de Schweppes.
En 1982, Andina revend ses participations dans Embotelladora Talca et Embotelladora Concepción à Sociedad de Inversiones Williamson.

### 1985-2011: Reprise par la société Freire, extension en Argentine et au Brésil
En 1985, la société Freire acquiert une part majoritaire d'Embotelladora Andina,.
En 1992, Andina prend une part minoritaire dans Inti, l'embouteilleur de Coca-Cola installé à Córdoba en Argentine. En parallèle la filiale Vital se diversifie dans les jus de fruits, grâce à une accord avec la division Minute Maid de Coca-Cola, sous la marque Andina Del Valle.
En juin 1994, Embotelladora Andina achète pour 120 millions d'USD l'intégralité de la société brésilienne Refrescos et ajoute 31 millions d'USD pour éponger la dette, société implantée à Jacarepaguá. De plus la société émet un ADR à la Bourse de New York, lève 127 millions d'USD et débute sa cotation le 14 juillet 1994.
En juillet 1995, au travers de sa filiale Inversiones del Atlántico S.A. (“IASA”), Embotelladora Andina achète pour 45 millions d'USD 59 % d’Embotelladoras del Atlántico (EDASA), maison-mère des embouteilleurs argentins Rosario Refrescos et Mendoza Refrescos puis les rassemble sous le nom Rosario Mendoza Refrescos (Romesa),. Ces entités desservent les provinces argentines d'Entre Ríos, San Luis, San Juan, Mendoza, et partiellement Santa Fe et Buenos Aires.
En 1996, Embotelladora Andina accroît de 36 % sa participation dans Embotelladora del Atlántico (EDASA), totalisant 95 %. Le 5 septembre 1996, la Coca-Cola Company achète près de 70 millions d'actions de série A (14 %) équivalent à une participation de 7,3 % du total. En décembre 1996, Embotelladora Andina achète 78,7 % de la société Inti, embouteilleur de Córdoba, et 100 % de Complejo Industrial PET (“Cipet”), une société argentine d'emballage en plastique basée à Buenos Aires,. Elle achète aussi 15 % de Cican, une conserverie de produits Coca-Cola, détenue à 11 % par Coca-Cola Company. La société vend sa participation de 49 % dans Vital à Coca-Cola Company ainsi que les marques Vital de Chanqueahue, Kapo et Andina. 
En 1997, les activités argentines de Romesa sont fusionnées avec celles d'Inti.
En décembre 1998, Embotelladora Andina achète pour 25,5 millions d'USD les 49 % détenus par Coca-Cola Company dans l'entreprise d'eau minérale Vital mais Coca-Cola achète pour 10,7 millions d'USD la source et l'usine de production Vital installée à Chanqueahue .
En 1999, les activités brésiliennes d'Embotelladoras del Atlántico (Edasa) sont fusionnées avec celles d'IASA puis en 2000 IASA avec Inti, l'ensemble prenant le nom d'Embotelladora del Atlántico.
En mars 2000, au travers de sa filiale Refrescos, Embotelladora Andina achète pour 74,5 millions d'USD la franchise brésilienne détenue par le Coffin Group nommée Nitvitgov Refrigerantes pour les territoires d'Espírito Santo, Minas Gerais et  Rio de Janeiro. Le 19 mars 2002, Kaik Participações, détenue à 11,32 %  par Refrescos, vend sa participation de 33,46 % de Kaik à Molson pour 484,5 millions d'USD de plus Embotelladora Andina revend ses 3,8 % de Cervejarías Kaiser au brasseur canadien Molson pour 18 millions d'USD. Aussi en 2000, la société achète l'embouteilleur de Coca-Cola brésilien ayant une franchise pour les régions de Niterói, Vitória et Governador Valadares. 
Le 29 juin 2001, Embotelladora Andina et Cristalerías de Chile signent un partenariat pour la production d'emballage PET au Chili et fondent la coentreprise Envases CMF.
En décembre 2002, Embotelladora Andina annonce vouloir intégrer Cipet à Edasa. L'accord est signé le 23 mai 2003 et finalisé le 14 octobre 2003.
En 2003, Embotelladora Andina est détenue à 52,61 % par deux fonds Inversiones Freire, 134 % par la Bank of New York et 11,04 % par la Coca-Cola Company.
En 2004, au Brésil, Refrescos et la Coca-Cola Company s'échangent les franchises de Governador Valadares conte celle de Nova Iguaçu. 
En 2005, le groupe Vital commercialisant des eaux minérales et des jus de fruits est dissocié en deux entités Vital Aguas pour les eaux minérales et Vital pour les jus de fruits (plus tard Vital Jugos). 
En 2007, les embouteilleurs brésiliens dont Refrescos et la Coca-Cola Company fondent la coentreprise Mais Indústria de Alimentos afin de produire des boissons non gazeuses. [réf. souhaitée]
En 2008, l'eau minérale Benedictino est ajoutée au portefeuille de marque. La coentreprise Mais Indústria de Alimentos achète la société de jus de fruit Sucos del Valle.
En 2011, l'ensemble des activités de jus de fruit est regroupé sous la marque Vital Jugos qui devient une coentreprise avec les autres embouteilleurs brésiliens.

### Depuis 2012: Coca-Cola Andina
Le 3 février 2012, Embotelladora Andina et Embotelladora Coca-Cola Polar fusionnent sous le nom Coca-Cola Andina et les actionnaires de Coca-Cola Polar détiennent 19,4 % de la nouvelle entité,. L'acquisition par échange d'actions s'est finalisée le 25 juin 2012. Le 30 août 2012, Refrescos filiale brésilienne de  Embotelladora Andina achète aussi 40 % de l'embouteilleur de Coca-Cola brésilien Sorocaba Refrescos pour 70 millions d'USD, dans l'état de Sao Paulo,. Le 16 novembre 2012, la Coca-Cola Company annonce investir 1,3 milliard d'USD au Chili sur 5 ans dont 200 millions de dollars pour une nouvelle usine d'embouteillage à Renca.
Le 10 juillet 2013, Coca-Cola Andina achète l'embouteilleur brésilien Bebidas Ipiranga pour 539 millions d'USD,,.
Le 28 janvier 2016, la société Coca-Cola Del Valle New Ventures est créée avec comme actionnaires Coca-Cola de Chile (50 %), Embotelladora Andina (35 %) et Coca-Cola Embonor au travers de sa filiale Embonor (15 %),. Le 1er juin 2016, Coca-Cola Company et Coca-Cola FEMSA achètent à Unilever la marque de jus à base de soja AdeS (en) pour 575 millions d'USD,.
Le 5 janvier 2018, Coca-Cola Del Valle New Ventures achète la société Comercializadora Novaverde qui produit la marque de jus de fruit Guallarauco au groupe Angelini pour 78,9 millions d'USD,,.
Le 15 avril 2019, le groupe britannique d'alcool Diageo modifie son contrat de distribution local au Chili et remplace la société Concha y Toro par les deux embouteilleurs de Coca-Cola, Coca-Cola Andina et Coca-Cola Embonor,.

## Organisation
L'entreprise dessert plusieurs pays :
- le sud de l'Argentine
- le sud et le nord du Chili
- au Brésil les zones de Rio de Janeiro, Espíritu Santo, une partie des états de Sao Paulo et Minas Gerais
- le Paraguay

Elle est composée de plusieurs filiales 
- au Chili : 
  - Embotelladora Andina, à Santiago
  - Embotelladora Concepción, à Concepción
  - Embotelladora Coca-Cola Polar, au sud
  - Benedictino
- en Argentine, Embotelladoras del Atlántico
  - Rosario Mendoza Refrescos (d'Entre Ríos, San Luis, San Juan, Mendoza, et partiellement Santa Fe et Buenos Aires)
  - Inti (province de Córdoba)
- au Paraguay : Paraguay Refrescos
- au Brésil Refrescos (ou Embotelladoras del Atlántico) 
  - Nitvitgov Refrigerantes (Espírito Santo, Minas Gerais et Rio de Janeiro)
  - Sorocaba Refrescos (État de São Paulo)
  - Bebidas Ipiranga (État de São Paulo)
  - société de nom inconnu (Niterói, Vitória et  Nova Iguaçu)
- Envases CMF (50 %), emballage PET
- groupe Vital (49 %)
  - Vital Aguas
  - Vital Jugos
- Mais Indústria de Alimentos, coentreprise brésilienne 
  - Sucos del Valle
- Coca-Cola Del Valle New Ventures (35% ) coentreprise pour l'Amérique du sud
  - Comercializadora Novaverde avec les jus de fruit Guallarauco

## Produits
La société commerciale de nombreux produits de la Coca-Cola Company, 
- Sodas 
  - les variétés de Coca-Cola
  - les variétés de Fanta
  - les variétés de Sprite
  - Inca Kola
  - Crush
  - Kuat 2.0
  - Nordic Mist
  - Schweppes (sous licence)
  - yas
- Eaux
  - Aquarius
  - Dasani
  - Benedicto
  - Bon aqua
  - Kin
  - Vital
  - Vitaminwater
- Jus de fruits
  - AdeS
  - Anadina del Valle (autre nom de Minute Maid)
  - Guallarauco
  - Kapo
  - Verde Campo
- Boissons énergétiques
  - Powerade
  - Monster Energy
  - i9
- Thés
  - Leāo